# Koh Kong (Insel)
Koh Kong (Aussprache in IPA: [kaːo̯h koŋ]; thailändisch Kaôh Kŏng; Khmer កោះកុង; deutsch „Insel Kong“) ist eine Insel im Westen Kambodschas am Golf von Thailand nahe der Grenze zu Thailand. 
Die Mangrovenwälder an der Küste bei Koh Kong sind mittlerweile weiträumig durch umweltbelastende Garnelenzuchten ersetzt worden.